# 邓小刚 (1966年)
邓小刚（1966年1月—），湖南武冈人，汉族，中国共产党党员。中华人民共和国政治人物、第十三届全国人民代表大会海南省代表。

## 生平
2018年，邓小刚被选为海南省出席第十三届全国人民代表大会代表。
2022年7月28日，因涉嫌严重违纪违法，接受海南省纪委监委纪律审查和监察调查。
2022年9月29日，被海南省人大常委会罢免全国人民代表大会代表职务，2022年10月30日代表资格终止。